# Udaan (phim 2010)
Udaan (tạm dịch: Đôi cánh tự do) là một phim điện ảnh chính kịch tuổi mới lớn của Ấn Độ được đạo diễn bởi debutant Vikramaditya Motwane và sản xuất bởi Sanjay Singh, Anurag Kashyap và Ronnie Screwvala của hãng Anurag Kashyap Films và UTV Spotboy. Phần kịch bản của phim được Motwane và Kashyap chắp bút. Phim có sự tham gia lần đầu vào vai chính của Rajat Barmecha và các diễn viên khác như Ronit Roy, Aayan Boradia, Ram Kapoor, Manjot Singh and Anand Tiwari. Phim đãn dắt theo câu chuyện của Rohan, chàng trai sau khi bị đuổi khỏi một trường nội trú đã bị buộc phải ở cùng người cha bạo lực tại Jamshedpur.
Motwane viết ra kịch bản này vào năm 2003 những chưa thể tìm ra người có thể sản xuất phim. Sau đó anh đồng viết kịch bản cho phim Dev.D (2009) của Kashyap, người đồng ý sản xuất phim  và đồng thơiccuufng anh hoàn thiện kịch bản cho phim. Phim được lấy bối cảnh và quay tại khu công nghiệp của thành phố Jamshedpur. Mahendra J. Shetty là đạo diễn hình ảnh, Dipika Kalra là biên tập viên; Aditya Kanwar phụ trách sản xuất thiết kế.
Udaan được trình chiếu lần đầu trong hạng mục Un Certain Regard của Liên hoan phim Cannes 2010 2010 và nhận được hoan nghênh nhiệt liệt. Đây là phim điện ảnh đầu tiên của Ấn Độ trở lại liên hoan Cannes sau 7 năm vắng bóng. Phim cũng đã được trình chiếu tại Lễ hội điện ảnh Giffoni và Liên hoan phim Ấn Độ tổ chức ở Los Angeles. It phim công chiếu chính thức vào ngày 16 tháng 7, 2010 và nhận được những hưởng ứng từ giới chuyên môn nhưng thể hiện không tốt trong phòng vé, phim chỉ đạt ₹30.35 trong khi số vốn đầu tư lên đến ₹50 triệu. Tại giải Filmfare lần thứ 56, phim đã đại thắng trong đêm trao giải với tám hạng mục được trao cho phim bao gồm Kịch bản Xuất sắc nhất và Cốt truyện hay nhất dành cho Motwane and Kashyap, Hiệu ứng điện ảnh Xuất sắc nhất cho Mahendra Shetty, Nhạc nền Hay nhất cho Trivedi, Diễn viên phụ nam Xuất sắc nhất cho Roy, Giải thưởng Âm thanh Hay nhất cho Kunam Sharma và Giải Thưởng Phim điện ảnh Xuất sắc nhất do Hội đồng bầu chọn, giải thưởng quan trọng nhất của đêm.